# André Tchaikowsky
André Tchaikowsky (també Andrzej Czajkowski; nascut com Robert Andrzej Krauthammer; Varsòvia, 1 de novembre de 1935 — Oxford, 26 de juny de 1982) fou un compositor i pianista polonès.

## Vida i carrera
Robert Andrzej Krauthammer va néixer a Varsòvia el 1935. Des de petit va mostrar talent musical i la seva mare, que tocava el piano com a aficionada, li feia classes des dels quatre anys. En tant que eren una família jueva, van ser desplaçats al Gueto de Varsòvia durant l'ocupació nazi, fins que va aconseguir sortir-ne amb la seva avia el 1942 amb la falsa identitat d'Andrzej Czajkowski, però el 1944 fou atrapat durant la Revolta de Varsòvia, i fou enviat al camp de Pruszków com a ciutadà polones i no com a jueu. En acabar la guerra el 1945 fou alliberat amb la resta de presos del camp. Tenia 10 anys.
Mantenint el nou nom d'Andrzej Czajkowski, reprengué les classes de música a l'Escola de Łódź amb la professora Emma Altberg (que al seu torn era deixeble de Wanda Landowska). Més tard va traslladar-se a París, on va rebre classes de Lazare Lévy.
El 1950 retorna a Polònia per estudiar primer a l'Acadèmia de Música de Sopot amb la professora Olga Iliwicka-Dąbrowska i després a l'Acadèmia de Música Estatal de Varsòvia amb el professor Stanisław Szpinalski. Em paral·lel als seus estudis comença una carrera com a consertista oferint interpretacions d'obres tan importants com les Variacions Goldberg de Bach o el Concert per a piano numero 2 de Rachmaninoff i oferint també espectacles on realitzava improvisacions sobre qualsevol tema donat. A partir de 1951, a més, comença classes de composició amb elprofessor Kazimierz Sikorski.
El 1955 guanya el 8è premi al cinquè Concurs Internacional de Piano Frédéric Chopin i tot seguit viatja a Brussel·les per estudiar amb Stefan Askenase. El 1956 va participar en el Concurs de Música Queen Elisabeth guanyant el 3r premi.
El 1957, va oferir una sèrie de recitals a París amb diverses obres de Ravel en el marc dels actes de commemoració del 20è aniversari de la mort d'aquest compositor. Al mateix temps, va establir contactes amb personalitats musicals com Nadia Boulanger o Arthur Rubinstein.
Tot i el seu èxit com a pianista, André Tchaikowsky tenia un gran interès per la composició. Va escriure dos Concerts per a piano, un quartet de corda, una lectura de set sonets de Shakespeare per a veu amb piano, un trio amb piano i diverses composicions per a piano sol. Va completar una òpera titulada El Mercader de Vènecia basada en l'obra de Shakespeare, que fou escrita el 1978 i, seguint el consell del crític musical Hans Keller, la va presentar a l'Òpera Nacional anglesa, on es va arribar a treballar seriosament la possibilitat de representar-la però finalment es va desestimar el 1982. El mateix any Tchaikowsky moria a causa d'un càncer de còlon i expressava com a última voluntat que la seva òpera pogués ser representada. Aquest desig no es va fer realitat fins que el 2013 es va representar l'òpera al Festival de Bregenz.
Tchaikowsky va deixar enregistrades diverses interpretacions amb els segells RCA i EMI: Les Variacions Goldberg de Bach, dues sonates i les Variacions en Fa menor de Haydn, el concert el Do major i dues sonates de Mozart, així com diverses peces de Schubert, Chopin i Fauré. També va enregistrar diverses de les seves pròpies composicions.

## Crani
Tchaikowsky va morir als 46 anys de càncer de còlon aOxford. En el seu testament va donar el cos a la ciència excepte el crani, que el va donar a la Royal Shakespeare Company per tal que fos utilitzat com a attrezzo.
Ell esperava que el seu crani fos utilitzat en les produccions de Hamlet en la famosa escena del crani de Yorick, però durant molts anys els membres de la companyia no se sentien còmodes utilitzant un crani real en escena. No fou fins al 2008 que l'actor David Tennant va utilitzar-lo en la producció de l'obra de Shakespeare que es va portar a terme a Stratford-upon-Avon.
Després d'això, la companyia va anunciar que no el farien servir més ja que podia resultar una distracció per al públic. No obstant s'ha tornat a utilitzar tant en escenaris com en produccions televisives.

## Composicions destacades
- Concert per a piano num. 1 (1957)
- Sonata per a piano (1958)
- Sonata per a clarinet i piano, Op. 1 (1959)
- Invencions per a piano, Op. 2 (1961–1962)
- Quartet de corda num. 1 en La major, Op.3 (1969–1970)
- Concert per a piano num. 2, Op. 4 (1966–1971)
- Quartet de corda num. 2 en Do major, Op. 5 (1973–1975)
- Òpera El Mercader de Venècia (1968–1982)